# Madigan Munro
Madigan Munro (6 de abril de 2002) es una deportista estadounidense que compite en ciclismo de montaña en la disciplina de campo a través. Ganó dos medallas en el Campeonato Mundial de Ciclismo de Montaña, en los años 2022 y 2024, ambas en la prueba por relevos.

## Medallero internacional
| Campeonato Mundial | Campeonato Mundial    | Campeonato Mundial | Campeonato Mundial         |
| Año                | Lugar                 | Medalla            | Competición                |
| ------------------ | --------------------- | ------------------ | -------------------------- |
| 2022               | Les Gets (Francia)    | Medalla de bronce  | Campo a través por relevos |
| 2024               | Pal Arinsal (Andorra) | Medalla de oro     | Campo a través por relevos |